# Inunaki
Pour le film inspiré de la légende urbaine, voir Inunaki, le village oublié.
 (octobre 2021).
Si vous disposez d'ouvrages ou d'articles de référence ou si vous connaissez des sites web de qualité traitant du thème abordé ici, merci de compléter l'article en donnant les références utiles à sa vérifiabilité et en les liant à la section « Notes et références ».
Le village d’Inunaki (犬鳴村, Inunaki-mura, litt. « village du chien hurlant »), est le lieu d’une légende urbaine japonaise racontant l’histoire d’un mystérieux village isolé du reste du Japon. Le village est supposé se situer aux environs du mont Inunaki, dans la ville de Miyawaka, dans la préfecture de Fukuoka, mais son emplacement exact est inconnu.
Il est dit que l’ancien tunnel d'Inunaki (ja) connectait auparavant le village au monde extérieur et jouait donc un rôle majeur dans cette légende.

## Légende
Chikuhō (ja), région située dans la préfecture de Fukuoka, sur l'île de Kyūshū, au Japon, est considérée comme hantée. L'ancien village d'Inunaki, en particulier, supposément relié au tunnel d'Inunaki (ja), a inspiré plusieurs légendes urbaines et des rumeurs propagées sur le web (cannibalisme, meurtres),.

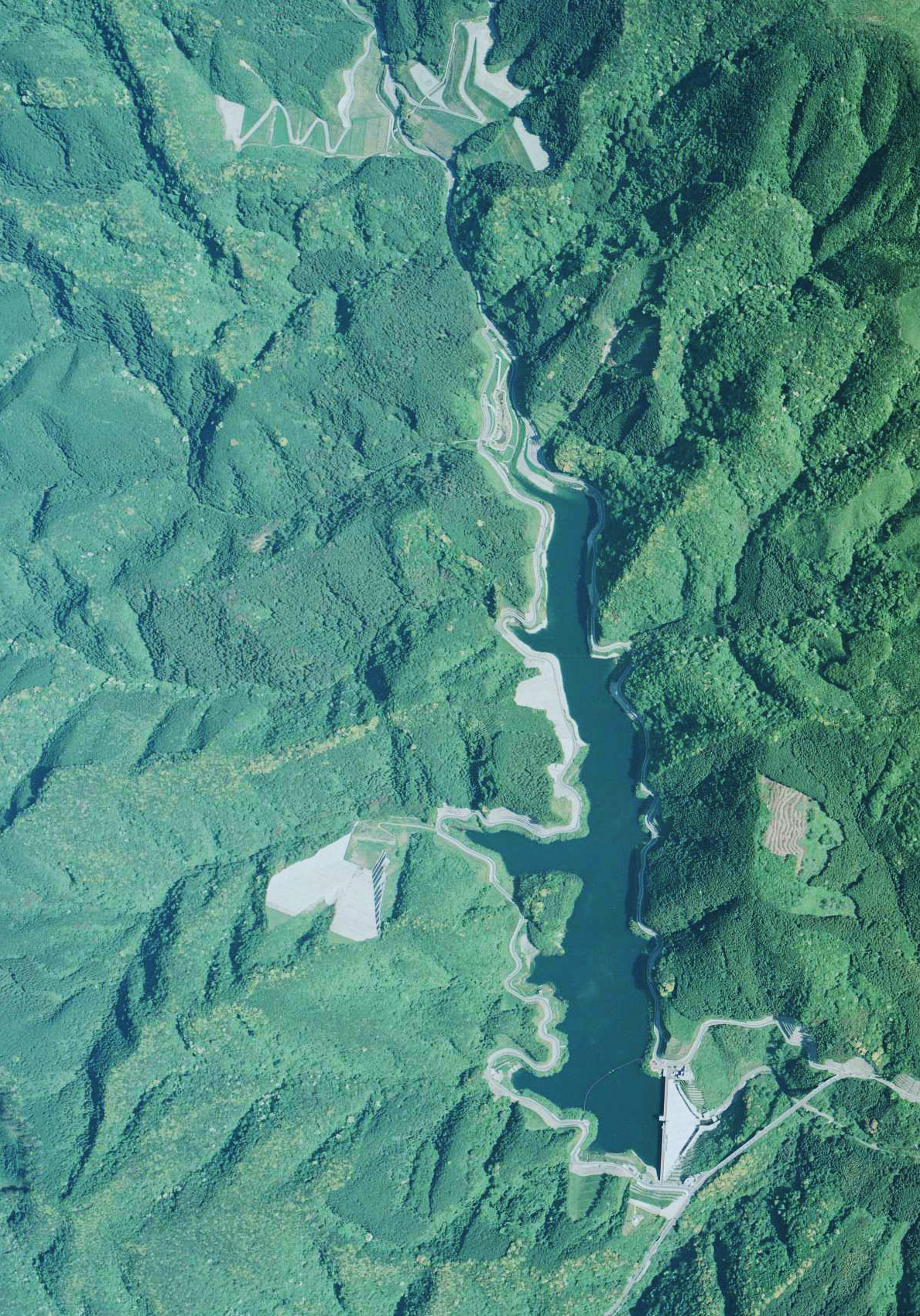
Photographie aérienne de Miyawaka et du mont Inunaki (1995).
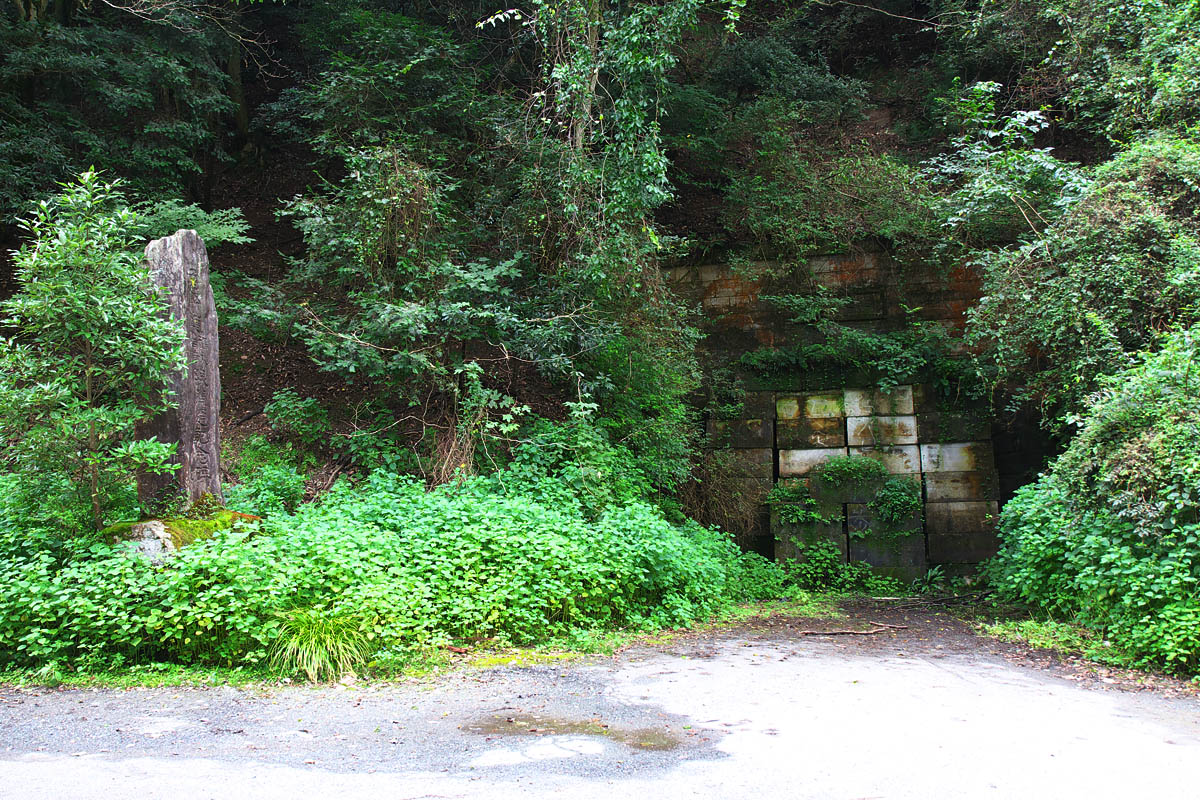
Ancien tunnel d'Inunaki (2015).

## Dans la culture populaire

### Cinéma
Le film Inunaki, le village oublié, sorti au Japon en 2020 et réalisé par le cinéaste Takashi Shimizu, est inspiré d'une légende urbaine associée au village d'Inunaki,.

### Anime
Dans l'anime The Lost Village (en) (2016), le village de Mayoiga s’inspire de la légende d’Inunaki.